# Himmelsekvator

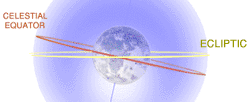
Himmelsekvatorn lutar ~23.5° mot ekliptikan.

En himmelsekvator eller  celest ekvator är en tänkt storcirkel på himmelssfären, som är projektionen av jordens ekvator.
Himmelsekvatorn är det grundläggande planet i det ekvatoriella koordinatsystemet, och kan definieras som samlingen av alla punkter med deklinationen noll grader.
Himmelsekvatorn och ekliptikan bildar en vinkel (oblikvitet) på 23,5 grader. Punkterna där de skär varandra är vår- och höstdagjämningarna.